# Полиньска-Левицка, Матильда
Матильда Полиньска-Левицка (пол. Matylda Polińska-Lewicka; 23 января 1881, Львов — 17 ноября 1968, Салаберри-де-Валлифилд, Канада) — польская певица (сопрано).
Окончила гимназию во Львове, училась пению у Владислава Богданьского. Затем изучала вокальное искусство в Дрездене в школе Аделины Пасхалис, в 1908—1909 гг. стажировалась в Милане у Джованни Скарнео.
Дебютировала на оперной сцене в 1909 году в США, исполнив партию Мюзетты в «Богеме» Джакомо Пуччини на сцене Гранд-Опера в Бостоне. C 1910 г. солистка Львовской оперы, затем в 1912—1913 гг. — Венской народной оперы, далее пела в Гамбурге и Кракове. В 1914—1931 гг. солистка Варшавской оперы. В общей сложности имела в своём репертуаре около 40 оперных партий, из которых важнейшей считалась заглавная партия в опере Станислава Монюшко «Галька»; в 1929 году Полиньска-Левицка участвовала в полной записи оперы. К удачам певицы относились также партии в операх Пуччини и Вагнера, заглавная партия в «Аиде» Верди.
Уйдя со сцены в 1931 году, перешла на преподавательскую работу. В годы оккупации продолжала жить в Варшаве. В 1945—1951 гг. преподавала в варшавских музыкальных школах. Эмигрировала в 1964 году.